# Nessuno come noi
Nessuno come noi è un film del 2018 diretto da Volfango De Biasi, tratto dall'omonimo romanzo di Luca Bianchini.

## Trama
Betty è un'insegnante di liceo bella, anticonformista e single per scelta. Umberto è un noto docente universitario, affascinante, strafottente alle prese con un matrimonio noioso e privo di passione. I due si incontrano per la prima volta quando Umberto e sua moglie Ludovica decidono di iscrivere il figlio ribelle Romeo nel liceo in cui insegna Betty. Nonostante un primo burrascoso incontro, tra loro scoppia la passione. È ambientato nella Torino degli anni ottanta.

## Promozione
Il trailer del film è stato pubblicato su YouTube il 3 ottobre 2018.

## Distribuzione
Il film è uscito nelle sale cinematografiche italiane il 18 ottobre 2018.